# Eric Joisel
Éric Joisel (Montmorency, 15 novembre 1956 – Argenteuil, 10 ottobre 2010) è stato un artista francese.
Specializzato nell'utilizzo della tecnica del wet-folding ha creato innumerevoli modelli figurativi con l'uso di fogli di carta inumiditi con l'acqua, senza l'uso di forbici o colla. 

## Biografia
Joisel ha avuto una formazione orientata alla storia e allo studio delle leggi. Si è in seguito avvicinato all'arte attraverso la scultura tradizionale di argilla e pietra.
È morto il 10 Ottobre 2010 ad Argenteuil per un tumore ai polmoni. Non è mai stato sposato e non ha avuto figli.

## Carriera

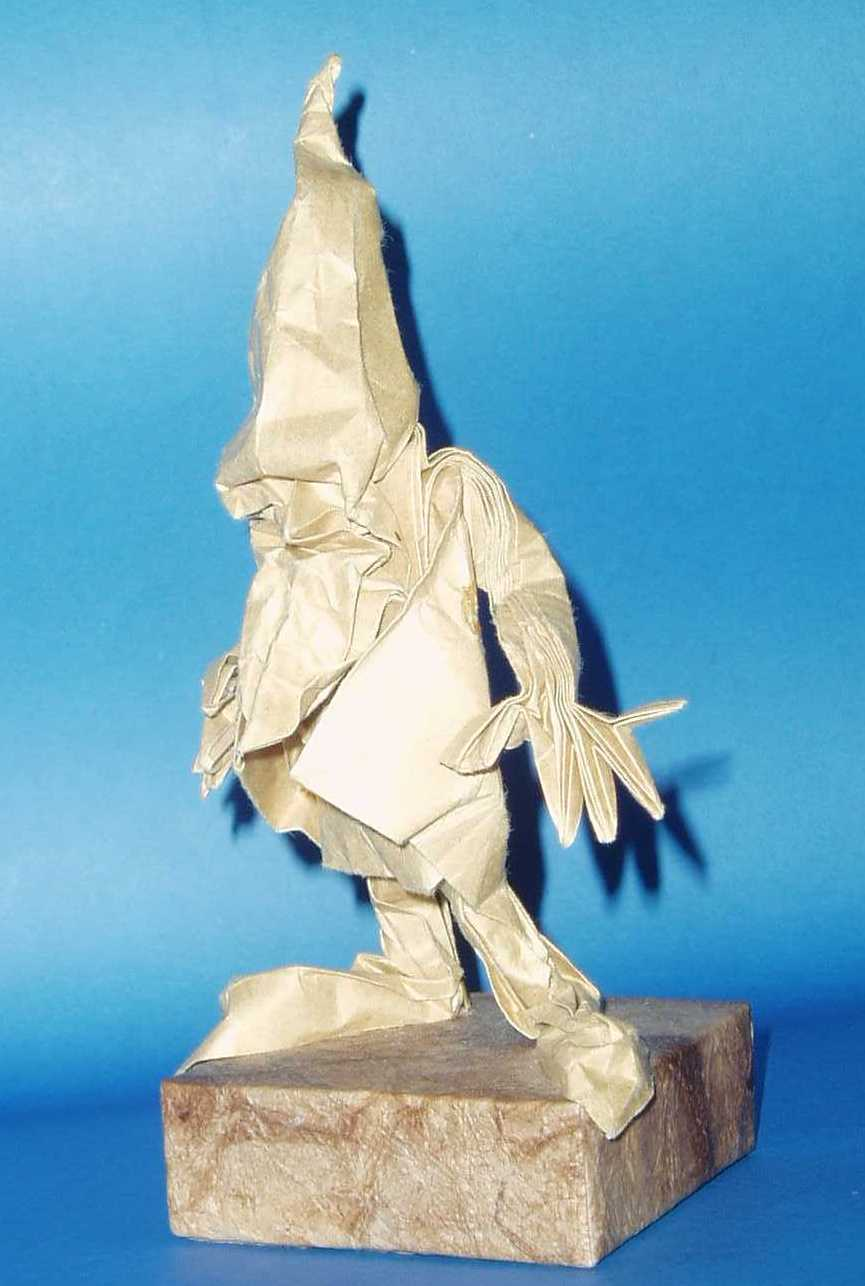
Il "nano" di Joisel

Joisel scopre per la prima volta negli anni '80 le forme create con la carta dal grande maestro giapponese dell'origami Akira Yoshizawa, che aveva sviluppato il metodo di piegatura a umido (wet-folding) che ha permesso la creazione di sculture di carta tridimensionali. Joisel è stato colpito dal modo in cui le opere di Yoshizawa mescolavano i metodi di piegatura degli origami classici con le forme standard della scultura per creare con carta bagnata figure espressive, senza l'uso di tagli o colla. 
Negli anni '90 Joisel inizia ad utilizzare esclusivamente la carta, dedicando il resto della sua carriera alla creazione di arte origami applicando le sue variazioni da autodidatta alle tecniche di Yoshizawa.  Ha dedicato la sua vita all'origami dopo aver perso il lavoro come manager di una tipografia.  
Ha impiegato anni per elaborare e mettere a punto alcuni dei suoi modelli più famosi creati da un singolo foglio e con giorni o settimane di piegatura. Ha creato modelli partendo da fogli di carta di grandi dimensioni, sino a 5x7m, per creare figure dai 30 cm sino alle dimensioni reali. 
I suoi lavori sono stati esposti anche al Museo del Louvre e acquistati da collezionisti di tutto il mondo. 
I pezzi a tema che ha realizzato includevano figure della commedia dell'arte e sculture di musicisti, ciascuna con in mano uno strumento musicale finemente dettagliato. 
Joisel ha pubblicato molti dei diagrammi per la riproduzione dei suoi modelli, consentendo di apprezzare lo straordinario livello di dettaglio e precisione che "rende la sua arte contemporaneamente accessibile e irraggiungibile". Nel suo necrologio, il New York Times ha riportato le istruzioni per la piegatura del Ratto di Joisel. 
Joisel è apparso nel documentario sull'origami Between the Folds, un film del 2009 della regista americana Vanessa Gould sul mondo moderno degli artisti dell'origami.
|  |  |  |